# Peso convertible
El peso convertible (en espanyol peso cubano convertible o, col·loquialment, chavito) era una de les dues monedes oficials de Cuba, juntament amb el peso cubà.
El codi ISO 4217 és CUC. Normalment s'abreuja $, o CUC$ per diferenciar-lo d'altres tipus de pesos. Se subdivideix en 100 centaus (centavos). D'ús limitat i no oficial des del començament de la dècada del 1990, fou adoptat com a moneda oficial el 8 de novembre del 2004. Només es pot canviar dins mateix de Cuba.
Després d'haver anunciat, l'octubre del 2013, un programa d'unificació monetària, el govern cubà va confirmar el desembre d'aquell mateix any l'eliminació del CUC de manera gradual.

## Història
Del 1993 al 2004, l'economia cubana funcionava, d'una banda, amb el peso cubà, usat majoritàriament pels ciutadans cubans com a moneda de canvi per als béns de primera necessitat, i d'altra banda amb el dòlar dels Estats Units (USD) en combinació amb el peso convertible (CUC), d'ús en el sector turístic i en articles de luxe.
El novembre del 2004 el govern cubà va retirar els dòlars de la circulació, com a represàlia per les darreres sancions dutes a terme pels Estats Units. Després d'un curt període d'una setmana en què els dòlars nord-americans es van poder continuar canviant per pesos convertibles en termes paritaris com abans (1 USD = 1 CUC), es va imposar una comissió del 10% sobre el canvi dels dòlars, amb què el govern dificultava la circulació de la moneda nord-americana a l'illa, a partir de llavors amb un canvi molt desfavorable i, alhora, aconseguia reunir la majoria dels dòlars que corrien entre la població, que quedaven dipositats a les arques de l'estat com a divisa forta.

## Monedes i bitllets
Emès pel Banc Central de Cuba (Banco Central de Cuba), en circulen monedes d'1, 5, 10, 25 i 50 centaus i d'1 i 5 pesos, i bitllets d'1, 3, 5, 10, 20, 50 i 100 pesos.

## Taxes de canvi
- 1 EUR = 1,13547 CUC (28 de gener del 2015)
- 1 USD = 1,00000 CUC (28 de gener del 2015)